# Hotter Than Hell Tour
Hotter Than Hell Tour genomfördes 1974-1975 och är det amerikanska hårdrocks-bandet KISS andra turné som gjordes till albumet Hotter Than Hell. Turnén startade bara 13 dagar efter att den första turnén avslutats. Det var därför att bandet kände att det första albumet sålde dåligt, och då ville de genast komma med något nytt. Det var ingen större skillnad på Kiss Tour och Hotter Than Hell Tour. Man använde samma scen och samma scenkläder på båda turnéerna. 
Den 7 november, 1974 i St. Louis sålde Kiss för första gången ut en spelning som huvudakt i en arena. Arenan tog 10 154 personer. Snittet på turnén var 3 936 personer per konsert.   
Turnén pågick i fyra månader.

## Medlemmar
- Gene Simmons - sång, elbas
- Paul Stanley - sång, gitarr
- Peter Criss - trummor, sång
- Ace Frehley - gitarr